# هرنانس (بازیکن فوتبال)
اندرسون هرنانس د کاروالیو ویانا لیما (پرتغالی: Anderson Hernanes de Carvalho Viana Lima؛ زادهٔ ۲۹ مهٔ ۱۹۸۵) که به صورت ساده با نام هرنانس شناخته می‌شود، بازیکن فوتبال اهل برزیل است.
وی در تیم‌های فوتبال سائو پائولو، لاتزیو، اینتر میلان، یوونتوس و هبی چین فورچون سابقهٔ حضور دارد.
این بازیکن همچنین از سال ۲۰۰۸، ۲۷ بار برای تیم ملی فوتبال برزیل به میدان رفته‌است و طی این مدت ۲ گل به ثمر رسانده‌است.وی در جام جهانی ۲۰۱۴ حضور داشت و کمک شایانی به مقام چهارمی برزیل کرد.